# Râul Valea lui Ion, Dragova
Râul Valea lui Ion este un curs de apă, afluent al râului Dragova. Odată cu amenajarea hidroenergetică a râului Bistrița cursul inferior al râului Valea lui Ion a fost modificat și deviat în râul Dragova, amonte de localitatea Blăgești